# 16119 Bronner
16119 Bronner (1999 XS60) là một tiểu hành tinh vành đai chính được phát hiện ngày 7 tháng 12 năm 1999 bởi nhóm nghiên cứu tiểu hành tinh gần Trái Đất phòng thí nghiệm Lincoln ở Socorro.